# Marija Pejčinović Burić
Marija Pejčinović Burić (ur. 9 kwietnia 1963 w Mostarze) – chorwacka ekonomistka i polityk, posłanka krajowa, w latach 2017–2019 wicepremier oraz minister spraw zagranicznych i europejskich, od 2019 do 2024 sekretarz generalny Rady Europy.

## Życiorys
W latach 1980–1985 studiowała na wydziale ekonomicznym Uniwersytetu w Zagrzebiu. W 1994 uzyskała magisterium w Kolegium Europejskim.
Pracowała początkowo w przedsiębiorstwie handlu zagranicznego, później na kierowniczych stanowiskach w chorwackich organizacjach zajmujących się integracją europejską. W latach 1997–2000 była dyrektorem w przedsiębiorstwie farmaceutycznym Pliva. W 2000 została asystentem ministra ds. integracji europejskiej. W latach 2004–2005 była sekretarzem stanu w resorcie integracji europejskiej, następnie do 2008 w ministerstwie spraw zagranicznych i integracji europejskiej. Wchodziła jednocześnie w skład zespołów negocjujących warunki akcesji Chorwacji do Unii Europejskiej.
Dołączyła do Chorwackiej Wspólnoty Demokratycznej. Z listy tego ugrupowania od 2008 do 2011 sprawowała mandat posłanki do Zgromadzenia Chorwackiego. Później przez kilka lat zajmowała się działalnością konsultingową oraz dydaktyczną. W 2016 powróciła do administracji rządowej jako sekretarz stanu w resorcie spraw zagranicznych i europejskich.
19 czerwca 2017 objęła urzędy wicepremiera oraz ministra spraw zagranicznych i europejskich w rządzie Andreja Plenkovicia. 26 czerwca 2019 wybrana na sekretarza generalnego Rady Europy; w głosowaniu pokonała Belga Didiera Reyndersa. W związku z tą nominacją w lipcu 2019 odeszła z chorwackiego rządu. Jej pięcioletnia kadencja na stanowisku sekretarza generalnego RE rozpoczęła się 18 września 2019. Zakończyła urzędowanie we wrześniu 2024.

## Odznaczenia
- Order Księżnej Olgi I klasy (Ukraina, 2024)[6]
- Krzyż Dobrosąsiedztwa (Zjednoczony Gabinet Przejściowy Białorusi, 2024)[7]